# Kirche Schwarzensee

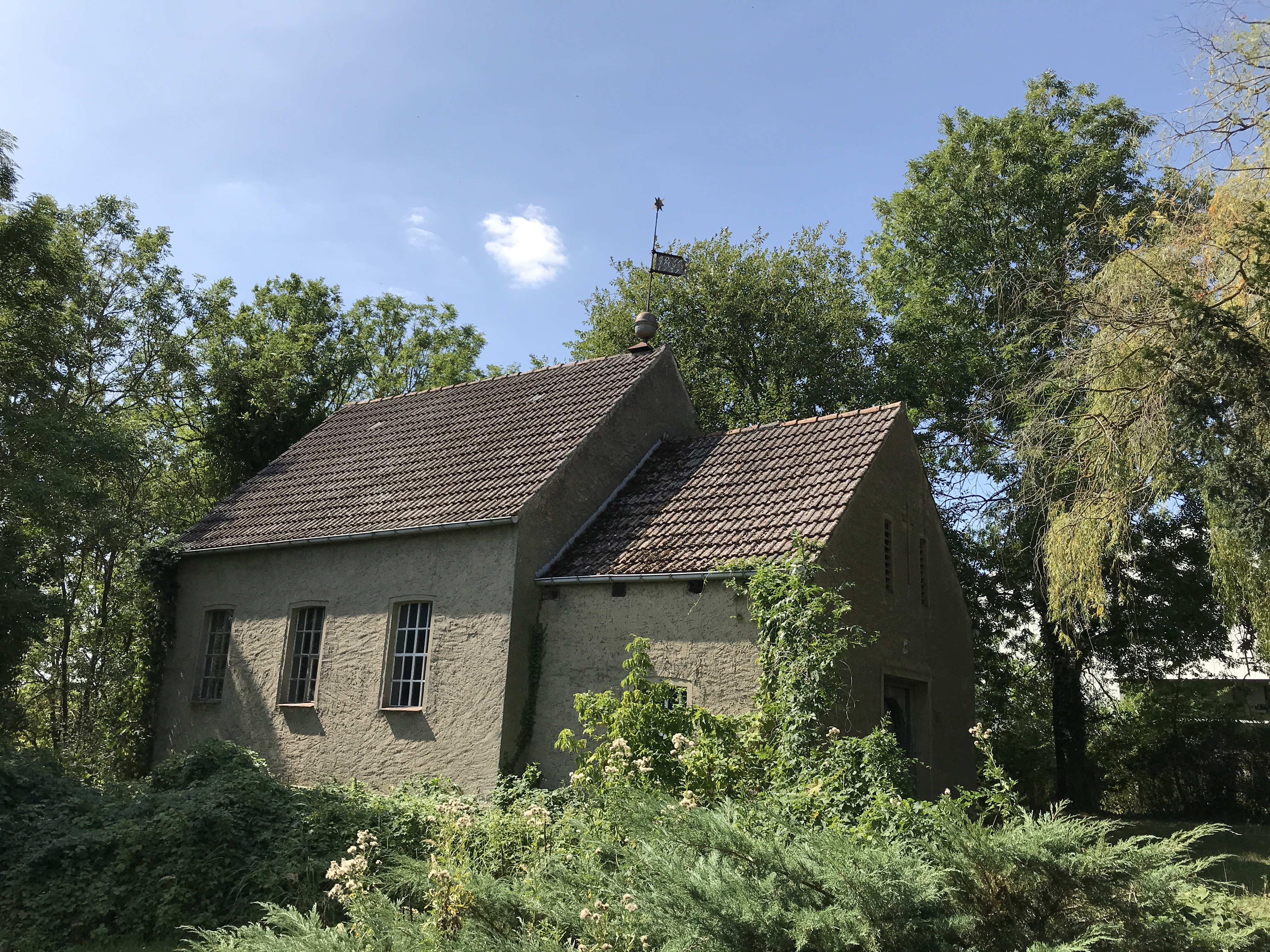
Kirche Schwarzensee

Die evangelische Kirche Schwarzensee ist eine Saalkirche in Schwarzensee, einem Ortsteil der Stadt Strasburg (Uckermark) im Landkreis Vorpommern-Greifswald in Mecklenburg-Vorpommern. Die Kirchengemeinde gehört zur Propstei Pasewalk im Kirchenkreis Pommern der Evangelisch-Lutherischen Kirche in Norddeutschland.

## Lage
Die Straße Schwarzensee führt von Nordwesten kommend in den Ort. Dort umspannt sie den historischen Dorfanger und führt in östlicher, aber auch in nördlicher und südlicher Richtung aus dem Ort. Die Kirche steht inmitten des Dorfangers auf einem leicht erhöhten Grundstück mit einem aufgegebenen Kirchfriedhof, der mit einer Mauer eingefriedet ist.

## Geschichte
Fidicin beschrieb in seinen Aufzeichnungen zu den „Territorien der Mark Brandenburg“, dass der Kirchenpatron Anton Dietlef von Arnim den Bau einer neuen Kirche in Auftrag gab. Die Kirchweihe fand am 2. Februar 1741 statt, gleichzeitig wurde der Ortsbereich Klepelshagen nach Schwarzensee eingepfarrt. Nach rund 200 Jahren war die Fachwerkkirche jedoch baufällig geworden und wurde 1968 abgerissen. Der barocke Kanzelaltar gelangte in die Dorfkirche Wismar. Die Kirchengemeinde errichtete daraufhin in den Jahren 1968 und 1969 einen Neubau. Handwerker verwendeten dabei das ursprüngliche Portal, die Wetterfahne sowie einen Balken des Dachstuhls. Die Glocke aus dem Jahr 1743 wurde ebenfalls übernommen und die Kirchweihe konnte im Sommer 1969 stattfinden.

## Baubeschreibung

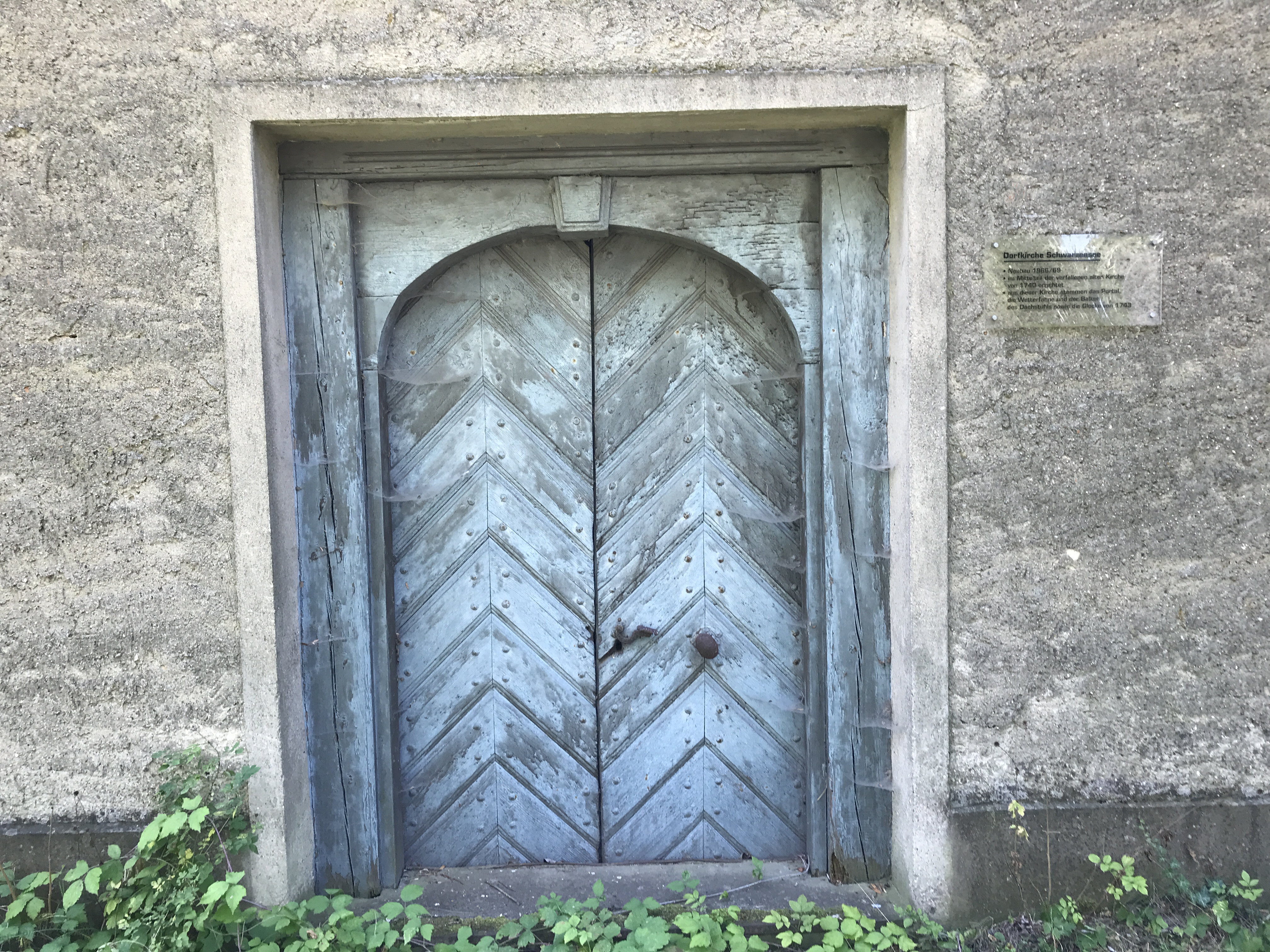
Westportal

Das Bauwerk entstand aus Mauersteinen, die anschließend verputzt wurden. Das Kirchenschiff verfügt über einen rechteckigen Grundriss; die Ostwand ist fensterlos. An der Nord- und Südseite sind je drei schlichte und hochrechteckige Fenster mit leicht betonten Faschen. Daran schließt sich nach Westen eine Vorhalle an. Sie ist gegenüber dem Langhaus eingezogen und hat ebenfalls einen rechteckigen Grundriss. Im Westen bauten Handwerker die rechteckige und hölzerne Pforte aus dem Vorgängerbau ein. Im darüberliegenden Giebel sind zwei hochrechteckige Klangarkaden, dazwischen ein gemauertes Kreuz. Schiff und Anbau tragen ein schlichtes Satteldach. Auf dem Dachfirst zwischen Schiff und Anbau befindet sich eine Turmkugel mit der Wetterfahne und Kreuz, die ebenfalls vom Vorgängerbau stammt.

## Ausstattung
Die Kirchenausstattung ist neuzeitlich und ausgesprochen schlicht. An der Ostwand hängt ein einfaches Kreuz. Das Bauwerk ist im Innern flach gedeckt. Im Turm befindet sich die Glocke aus dem Vorgängerbau.